# 卡丽迪亚图·尼亚卡泰
卡丽迪亚图·尼亚卡泰（法語：Kalidiatou Niakaté，1995年3月15日—），法国女子手球运动员，2018年欧洲女子手球锦标赛金牌得主、2020年欧洲女子手球锦标赛银牌得主、2020年夏季奥林匹克运动会女子金牌得主。